# 6.º Prêmio Angelo Agostini
O 6.º Prêmio Angelo Agostini (também chamado Troféu Angelo Agostini) foi um evento organizado pela Associação dos Quadrinhistas e Caricaturistas do Estado de São Paulo (ACQ-ESP) com o propósito de premiar os melhores lançamentos brasileiros de quadrinhos de 1989 em diferentes categorias.

## Prêmios
| Categoria                    | Vencedores                                         |
| ---------------------------- | -------------------------------------------------- |
| Mestre do Quadrinho Nacional | Miguel Penteado                                    |
| Mestre do Quadrinho Nacional | Walmir Amaral                                      |
| Mestre do Quadrinho Nacional | Ziraldo                                            |
| Desenhista                   | Gustavo Machado                                    |
| Roteirista                   | Novaes                                             |
| Lançamento                   | O Menino Maluquinho vários autores (Editora Abril) |
| Troféu Jayme Cortez          | Franco de Rosa                                     |